# Robert von Rosen (ryttmästare)
Robert von Rosen, född senast 1595, död cirka 1629–1630, var en tysk-baltisk ryttmästare i svensk tjänst, vilken blev stamfader för de svenska grenarna av ätten von Rosen. 

## Biografi
Robert von Rosen bodde i Livland på 1600-talet och tillhörde en sedan mitten på 1200-talet känd ätt, ursprungligen härstammande från Böhmen. 1716 naturaliserades som svenska adelsmän 3 sonsonsöner till äldste sonen Johan. Två av ättegrenarna dog ut men den tredje sonsonsonen Otto Wilhelm blev stamfader för den ännu levande friherrliga ätten von Rosen. Den grevliga ätten von Rosen härstammar från sonen Didrik von Rosen genom dennes sonson riksrådet och krigaren Gustaf Fredrik von Rosen.

### Familj
von Rosen var gift med Magdalena von Asserie, dotter till Didrik Arensson von Asserie och Elisabeth Kurtzell. Magdalenas farmor var Dorte Didriksdotter Fahrensbach, arvtagerska till Riisipere säteri. Makarna fick tillsammans barnen översten Johan von Rosen (död 1657) och översten Didrik von Rosen (död 1657).